# Convulsion hyperthermique
 Mise en garde médicale
La convulsion hyperthermique, ou convulsion fébrile, apparait surtout chez l'enfant entre 6 mois et 5 ans, est une crise convulsive avec des contractions musculaires involontaires généralisées, liée à une température élevée, souvent supérieure à 39 °C, sans rapport avec une infection du système nerveux central.

## Symptômes
Elle concerne de 2 à 5 % des enfants de 1 à 5 ans,, le risque maximum se situant vers la 2e année de vie, puis diminue avec l'âge.

Les « convulsions hyperthermiques simples » concernent les enfants de 6 mois à 5 ans, sans antécédent neurologique, crises d'emblée généralisée, de durée inférieure à 15 minutes avec un examen neurologique normal après la crise, notamment pas de signe de méningite, et sans récidive dans les 24 heures.
 La crise est dite « complexe » si elle dure 15 minutes ou plus, s'il existe des signes focaux ou si elle récidive dans les 24 heures.
Les récidives sont fréquentes (30 à 40 %), survenant surtout avant l'âge de 3 ans, et dans l'année suivant le premier épisode.
Lors de la crise, le bébé convulse, il y a parfois une révulsion des yeux, il ne pleure pas, il n'est pas conscient. L'épisode dure moins de 15 minutes, sinon on parle de convulsions fébriles complexes. Au-delà de 30 minutes, il s'agit d'un état de mal convulsif. Parfois la convulsion précède la fièvre.
Il faut alors prévenir immédiatement un service médical d'urgence et faire baisser la température de l'enfant rapidement en le déshabillant totalement et en le mouillant avec de l'eau tiède sans l'essuyer. Il est important de protéger l'enfant contre les risques de traumatismes, d'assurer une libération des voies aéro-digestives supérieures et de le mettre en position latérale de sécurité.
L'enfant doit être examiné par un médecin après l'épisode. Le rôle du médecin est alors de s'assurer que la convulsion est bien due à la fièvre, d'éliminer une infection du système nerveux central comme une méningite ou une encéphalite, de préciser l'origine de la fièvre (infection virale, otite, angine...), de préciser si la crise hyperthermique est simple ou compliquée et dans ce dernier cas un EEG permettra de discuter l'intérêt d'un traitement anti-épileptique.
Rarement, le pédiatre peut prescrire du Valium intra-rectal à injecter à l'aide d'une canule en cas de risque de récidive convulsive.
Rarement, la crise peut être grave lorsqu'elle dure plus de 10 minutes, lorsqu'elle se répète très souvent, lorsqu'elle touche un nourrisson de moins de 9 mois ou un enfant de plus de 5 ans, lorsqu'elle est accompagnée de signes neurologiques persistants. Dans ce cas une hospitalisation est nécessaire.

## Recommandations

### Recommandations de l'Académie américaine de pédiatrie
En 2008, l'Académie américaine de pédiatrie a émis des recommandations concernant la prise en charge du traitement médical de la crise convulsive hyperthermique. Le document est disponible en ligne.

L'objectif d'un traitement anticonvulsivant vise 4 objectifs :
1. Éviter une éventuelle altération du quotient intellectuel (QI) de l'enfant
2. Lutter contre un risque accru d'épilepsie séquellaire
3. Éviter les récidives de convulsion hyperthermique
4. Réduire les décès

Or, ces risques doivent être évalués :
1. Aucune diminution du QI, des performances scolaires ou neurocognitives, ni troubles du comportement n'ont été associés aux convulsions hyperthermiques récurrentes.
2. L'enfant qui a présenté une convulsion hyperthermique a le même risque de développer une épilepsie à 7 ans que n'importe quel autre enfant. Ce risque est néanmoins augmenté si l'enfant a fait plusieurs crises, qu'il a des antécédents familiaux d'épilepsie et qu'il a présenté sa première crise avant l'âge d'un an. Malgré cela aucune étude n'a montré l'efficacité préventive d'un traitement anticonvulsivant sur l'évolution vers une telle épilepsie.
3. Le risque de récidive d'une convulsion hyperthermique est de 30 %. Il est de 50 % si la première crise a eu lieu avant l'âge de 12 mois. Le risque est également plus élevé après une deuxième convulsion (50 %).
4. Le risque de décès de convulsion hyperthermique n'a jamais été démontré.

### Recommandations de traitement préventif
Les recommandations de traitement préventif sont les suivantes :
1. Le phénobarbital est efficace en prévention des crises. Il a des effets indésirables: hyperactivité, irritabilité, léthargie, troubles du sommeil, et réactions d'hypersensibilité (allergie). De tels effets surviennent dans 20 à 40 % des cas.
2. La primidone est efficace. Elle a des effets indésirables: troubles du comportement, irritabilité et troubles du sommeil.
3. L'acide valproïque. 4 % des enfants sous acide valproïque feront une récidive contre 35 % des sujets contrôle (placebo). Les effets secondaires sont: hépatotoxicité, thrombocytopénie (baisse des plaquettes sanguines), perte ou prise de poids, troubles digestifs et pancréatite.
4. La carbamazépine, la phénytoïne n'ont pas démontré leur efficacité en prévention des convulsions hyperthermiques du nourrisson.

### Recommandations de traitement des crises
Les recommandations de traitement des crises sont les suivantes :

Le diazépam donné au moment de l'apparition de la fièvre par voie orale (0,33 mg/kg toutes les 8 h pendant 48 heures) a montré son efficacité dans les réductions des crises (de 44 %) contre un placebo. Cependant, certaines crises surviennent avant l'apparition de la fièvre, ce qui rend alors impossible cette prévention. Le diazépam peut également être utilisé par voie rectale pour réduire la durée d'une crise (ainsi que par voie intranasale et buccale).

Les effets secondaires du médicament sont : léthargie, somnolence et ataxie. Une dépression respiratoire est extrêmement rare. La sédation entraînée peut masquer une atteinte neurologique.

### Bénéfices et risques d'un traitement antipyrétique
Les bénéfices et les risques d'un traitement antipyrétique :

Aucune étude n'a démontré qu'un antipyrétique réduisait à lui seul le risque de convulsion hyperthermique, que celui-ci soit donné de manière systématique et régulière ou ponctuellement. Le paracétamol et l'ibuprofène ont été étudiés; aucune différence n'a été retrouvée. Ces médicaments, habituellement considérés comme sûrs, ont en fait également des effets secondaires.
La conclusion de cette recommandation est qu'aucune thérapeutique anticonvulsivante au long cours n'est recommandée pour les enfants ayant fait une ou plusieurs crises convulsives simples (balance bénéfice/risque non favorable).

Dans le cas d'une anxiété parentale importante concernant les crises, un traitement oral par diazépam au moment de la survenue de la fièvre est efficace pour prévenir les récidives.
En 2011, la même Académie américaine de pédiatrie a émis des recommandations concernant la prise en charge médicale de la crise convulsive hyperthermique :
1. une ponction lombaire doit être réalisée si l'enfant présente des signes ou symptômes de méningite ou encore des antécédents ou un examen clinique suggérant la présence d'une méningite ou d'une infection intracrânienne[Recommandation forte] ;
2. chez l'enfant âgé de 6 à 12 mois, qui n'a pas reçu l'intégralité des vaccinations contre Haemophilus influenzae type B (Hib) et Streptococcus pneumoniae ou pour lequel cette information n'est pas disponible, une ponction lombaire doit être envisagée du fait d'un risque accru de méningite bactérienne ;
3. un électro-encéphalographie (EEG) n'a pas d'indication dans la convulsion hyperthermique simple[2] [Recommandation forte] ;
4. les examens suivants ne devraient pas être réalisés de manière systématique lors d'une convulsion hyperthermique simple : ionogramme sanguin, calcémie, phosphorémie, magnésémie, glycémie et numération formule sanguine [Recommandation forte] ;
5. un examen de neuro-imagerie (tomodensitométrie, imagerie par résonance magnétique) n'a pas d'indication dans la convulsion hyperthermique simple[2][Recommandation forte].

Les données scientifiques actuelles ne plaident pas pour une ponction lombaire systématique chez un enfant en bon état général, par ailleurs correctement vacciné qui présente une crise convulsive hyperthermique.

Si une ponction lombaire est réalisée, elle doit être complétée par la réalisation d'une hémoculture et d'une glycémie, ce qui augmente la sensibilité de l'examen en détectant une bactériémie ou une hypoglycorrachie (diminution du taux de glucose dans les méninges).

### Autre
De nombreuses études montrent un risque plus élevé de carence en fer sans anémie chez les sujets aux convulsions fébriles,,,,. Certaines études indiquent un lien entre convulsion fébriles avec une carence en fer avec anémie,,, tandis qu'une  étude n'indique pas de lien entre les convulsions fébriles et la carence en fer avec anémie.